# Тимелія-крихітка
Тиме́лія-кри́хітка (Micromacronus) — рід горобцеподібних птахів родини тамікових (Cisticolidae). Представники цього роду є ендеміками Філіппін. Раніше їх відносили до родини тимелієвих (Timaliidae), однак за результатами молекулярно-філогенетичного дослідження 2012 року вони були переведені до родини тамікових.

## Види
Виділяють два види:
- Тимелія-крихітка лейтська (Micromacronus leytensis)
- Тимелія-крихітка мінданайська (Micromacronus sordidus)

## Етимологія
Наукова назва роду Micromacronus походить від сполучення слова  μικρος — малий і наукової назви роду Синчівка (Macronus Jardine & Selby, 1835).